# Красна Зорька (Кочкуровський район)
Кра́сна Зо́рька (рос. Красная Зорька, ерз. Красная Зорька) — присілок у складі Кочкуровського району Мордовії, Росія. Входить до складу Кочкуровського сільського поселення.
Стара назва — Зорька.

## Населення
Населення — 116 осіб (2010; 120 у 2002).
Національний склад (станом на 2002 рік):
- ерзяни — 71 %
- мордва — 27 %